# Zeina Abirached
Zeina Abirached   (Beirut, 18 de gener de 1981) és una dibuixant de còmics i artista gràfica libanesa resident a França. Les seves obres es basen en experiències autobiogràfiques de la seva infància durant la Guerra Civil libanesa.
El 2006 va participar en el Festival del Còmic d'Angulema i va produir Mouton, un curt d'animació.

## Publicacions
- Le piano oriental (Casterman, 2015)[1]
- A Game for Swallows: To Die, To Leave, To Return (Graphic Universe/Lerner Publishing Group, 2012)
- Agatha de Beyrouth (Cambourakis, 2011)
- Je me souviens (Cambourakis, 2009)
- Mourir, partir, revenir - Le Jeu des hirondelles (Cambourakis, 2007)
- 38, rue Youssef Semaani (Cambourakis, 2006)
- Beyrouth Catharsis (Cambourakis, 2006)